# Kanton Sainte-Foy-lès-Lyon
Der Kanton Sainte-Foy-lès-Lyon war bis 2015 ein französischer Wahlkreis im Arrondissement Lyon und in der Region Rhône-Alpes. Er gehörte ursprünglich zum Département Rhône und hatte seinen Hauptort in Sainte-Foy-lès-Lyon. Der Kanton wurde abgeschafft, als die Métropole de Lyon zum Jahreswechsel 2014/2015 das Département Rhône als übergeordnete Gebietskörperschaft seiner beiden Mitgliedsgemeinden ablöste und die Kantone ihre Funktion als Wahlkreise verloren. Letzter Vertreter im conseil général des Départements war Jean-Paul Delorme (UMP).

## Gemeinden
Der Kanton bestand aus zwei Gemeinden:
| Gemeinde            | Einwohner Jahr | Fläche km² | Bevölkerungsdichte | Code INSEE | Postleitzahl |
| ------------------- | -------------- | ---------- | ------------------ | ---------- | ------------ |
| La Mulatière        | 6.526 (2013)   | 1,82       | 3586 Einw./km²     | 69142      | 69350        |
| Sainte-Foy-lès-Lyon | 21.646 (2013)  | 6,83       | 3169 Einw./km²     | 69202      | 69110        |